# San Ignacio de Hidalgo
San Ignacio de Hidalgo är en ort i Mexiko.   Den ligger i kommunen San Francisco del Rincón och delstaten Guanajuato, i den centrala delen av landet, 300 km nordväst om huvudstaden Mexico City. San Ignacio de Hidalgo ligger 1 743 meter över havet och antalet invånare är 2 199.
Terrängen runt San Ignacio de Hidalgo är platt åt sydost, men åt nordväst är den kuperad. Runt San Ignacio de Hidalgo är det ganska tätbefolkat, med 230 invånare per kvadratkilometer. Närmaste större samhälle är San Francisco del Rincón, 11,9 km norr om San Ignacio de Hidalgo. Trakten runt San Ignacio de Hidalgo består till största delen av jordbruksmark.